# 本別ジャンクション
本別ジャンクション（ほんべつジャンクション）は、北海道中川郡本別町にある道東自動車道のジャンクションである。
2022年（令和4年）現在、暫定のハーフジャンクション形状であり、本別IC・釧路方面 - 足寄IC・北見間の通行は双方向ともできない（詳細は後述）。

## 概要
道東自動車道（北海道横断自動車道）のジャンクションであり、帯広・池田から東方面に向かって本別・釧路方面（本線）と足寄・北見方面（端野支線）に分岐する。2003年（平成15年）の供用開始時点では、交通量が見込めないためにフルジャンクションを段階的に整備することとされた。
地元自治体の本別町や周辺地域の首長らで構成される十勝圏活性化推進期成会からは、観光振興等の観点から早期フルジャンクション化への要望が出ていたが、2015年（平成27年）にはNEXCO東日本がその整備時期について「交通量や道路整備の状況を踏まえて総合的に判断」との見解を示していた。
2021年（令和3年）7月に十勝オホーツク自動車道の足寄IC・陸別IC間の事業凍結が解除されたことを踏まえ、2022年（令和4年）1月、NEXCO東日本は本別・足寄間の通行路を整備しフルジャンクション化する方針を固め、足寄IC・陸別IC間の開通までに完成させるとした。早ければ2025年度（令和7年度）に着工予定とした後、2026年（令和8年度）に着工すると公表された。

## 歴史
- 2003年（平成15年）6月8日：池田IC - 本別IC/足寄IC間の開通に伴い供用開始[5]

## 接続する道路
- E38 道東自動車道（本線）
- E61 道東自動車道（端野支線）

## 隣
E38 道東自動車道（本線）
(11) 池田IC - (12) 本別JCT - (13) 本別IC
E61 道東自動車道（端野支線）
(12) 本別JCT - (1) 足寄IC